# یواس‌اس مک‌کافری (دی‌دی-۸۶۰)
یواس‌اس مک‌کافری (دی‌دی-۸۶۰) (به انگلیسی: USS McCaffery (DD-860)) یک کشتی بود که طول آن ۳۹۰ فوت ۶ اینچ (۱۱۹ متر) بود. این کشتی در سال ۱۹۴۵ ساخته شد.